# النعيم (الكويت)
النعيم، منطقة من مناطق محافظة الجهراء في الكويت. تعني العيش الطيب والحسن و كانت قبلها (الشعبيات القديمة).
وكان يسكنها العسكريين الكويتيين وغير الكويتيين الذين شاركوا في الحروب العربية مع إسرائيل عامي حرب 1967 و حرب 1973.
تتكون منطقة النعيم من 4 قطع. قطعتان من البيوت الحكومية والتي تكفلت الحكومة الكويتية ببناءها وهم قطعة 3 و 4 وقطعتان قسائم للمواطنين وهما قطعة 1 و 2.
تعتبر منطقة النعيم أصغر مناطق الجهراء وتحتوي على جمعية تعاونية واحدة وفرعان بالإضافة إلى خمسة مدارس حكومية مختلفة المراحل و8 مساجد ومستوصف ومركز للشرطة (مخفر).